# モルサーノ・アル・タリアメント
モルサーノ・アル・タリアメント（伊: Morsano al Tagliamento）は、イタリア共和国フリウリ＝ヴェネツィア・ジュリア州ポルデノーネ県にある、人口約2,700人の基礎自治体（コムーネ）。

## 地理

### 位置・広がり

#### 隣接コムーネ
隣接するコムーネは以下の通り。括弧内のUDはウーディネ県、VEはヴェネツィア県（ヴェネト州）所属を示す。
- カミーノ・アル・タリアメント (UD)
- コルドヴァード
- フォッサルタ・ディ・ポルトグルアーロ (VE)
- サン・ミケーレ・アル・タリアメント (VE)
- サン・ヴィート・アル・タリアメント
- セスト・アル・レーゲナ
- テーリオ・ヴェーネト (VE)
- ヴァルモ (UD)

### 気候分類・地震分類
モルサーノ・アル・タリアメントにおけるイタリアの気候分類 (it) および度日は、zona E, 2662 GGである。
また、イタリアの地震リスク階級 (it) では、zona 3 (sismicità bassa) に分類される。

## 行政

### 分離集落
モルサーノ・アル・タリアメントには、以下の分離集落（フラツィオーネ）がある。
- Mussons, Saletto-Bando, San Paolo